# Torsken (localidad)
Torsken es un asentamiento en el municipio de Senja en Troms, Noruega. Se localiza en el fiordo Torskenfjorden en el suroeste de la isla de Senja. El fiordo Skipsfjorden se bifurca al este. La iglesia de Torsken se ubica aquí. El único camino existente conecta Torsken con Gryllefjord.